# La otra (telenovela de 1973)
La otra es una telenovela venezolana producida y transmitida por Venevisión, en el año 1973, protagonizada por Rebeca González y José Bardina, con la participación antagónica de Claudia Islas. Fue basada en una radionovela cubana escrita por Carmen Arteche.

## Trama
Matías Flores muere dejando dos niñas, Alba de tres anos y Mariela de apenas un año. Estas niñas comienzan a vivir por varios meses con Benito y Simona un matrimonio pobre a quien Matías le ha dejado las niñas.
Anselmo Duval (Francisco Ferrari) y doña Blanca (Martha Lancaste), su esposa, gente buena y de dinero quienes no han podido tener hijos deciden adoptar las niñas. Alba se va encantada con ella, pero Mariela se aferra a Simona. Blanca decide llevarse solamente a Alba y dejarle a Mariela. Doña Blanca y don Anselmo han adoptado también a un huérfano de nombre Fernando, a quien educan hasta convertirlo en un gran médico.
Fernando (José Bardina) está regresando de Francia de hacer un posgrado. Don Anselmo le ha construido un consultorio y le contrata una enfermera que no es otra que Mariela (Rebeca Gonzalez).
Alba (Claudia Islas) a su vez, hace todo lo posible porque Fernando se fije en ella y no lo logra. Fernando está muy callado y taciturno. Está raro.
El primer día de trabajo en su consultorio, Fernando recibe un impacto emocional muy grande, ve que su enfermera es Mariela, muchacha a quien conoció cuando estudiaba medicina y a quien creyó no poder salvar de una accidente que tuvieron juntos.
Al verla se alegra, porque él estaba enamorado de ella, y ella porsupuesto, de él. Empiezan a vivir una vida de alegría, cuando se atraviesa entre ellos Alba, quien no sabe que es hermana de Mariela, a quien odia porque ella posee el amor de Fernando. 
Para llamar el atención de Fernando, Alba decide fingir estar enferma. Alba y su padre viajan lejos de la ciudad a una hacienda que atiende unos sirvientes misteriosos: Joaquina (Soledad Rojas) y su esposo el mayordomo (Enrique Alzugaray). Fernando y Mariela también se van a la hacienda para atender a la enferma Alba quien da órdenes desde la cama a sus sirvientes para que empiecen hacerle la vida imposible a Mariela, asustandola cada noche. Pero por las noches dentro de la hacienda vaga una mujer loca, sucia, despeinada y con ojos celestes. Ella es Elsa (Esther Plaza), la verdadera hermana de Alba a quien tienen oculta los sirvientes de la hacienda.

## Reparto
- Rebeca González ... Mariela Flores
- José Bardina ... Fernando Duval
- Claudia Islas ... Alba Duval
- Francisco Ferrari ... Anselmo Duval
- Martha Lancaste ... Blanca Duval
- Ivonne Attas ... Laura Castrejón
- Enrique Alzugaray
- Humberto García
- Eva Blanco
- Soledad Rojas ... Joaquina
- Ana Castell ... Estrella
- Fernando Flores
- Esther Plaza ... Elsa
- Betty Ruth
- José Luis Silva
- Carlos Subero

## Curiosidades
- Debido a la gran popularidad de telenovela "Muchacha italiana viene a casarse" en Venezuela, primera opción de productores para interpretar hermana malvada de la protagonista fue actriz mexicana Angélica María, pero por motivos desconocidos ese papel lo terminó haciendo su compatriota actriz Claudia Islas.
- El título de la telenovela sugiere que hay dos personajes femeninos de igual importancia, pero la actriz Rebeca González se negó a compartir el primer crédito con Claudia Islas, exigiendo que ella sea la protagonista única, porque en esa época actriz mexicana no era muy conocida en Venezuela.
- Durante una escena en la bañera, la actriz Esther Plaza, sin saber que estaba embarazada, sufrió un aborto espontáneo.
- La otra fue segunda telenovela protagonizada por pareja González-Bardina, pero es la menos recordada, pues en su horario se enfrentaba con fuerte competencia: La indomable de RCTV y Gabriela de CVTV, terminando en tercer lugar de sintonía.
- Es de hacer notar que telenovelas homónimas: La otra de RCTV, La otra de TeleOnce, y La otra de Televisa no guardan ninguna relación con esta, porque están basadas en diferentes historias.